# Moldenhawera lushnathiana
Moldenhawera lushnathiana är en ärtväxtart som beskrevs av Gennady Pavlovich Yakovlev. Moldenhawera lushnathiana ingår i släktet Moldenhawera och familjen ärtväxter. Inga underarter finns listade i Catalogue of Life.